# Đấu vật Mông Cổ

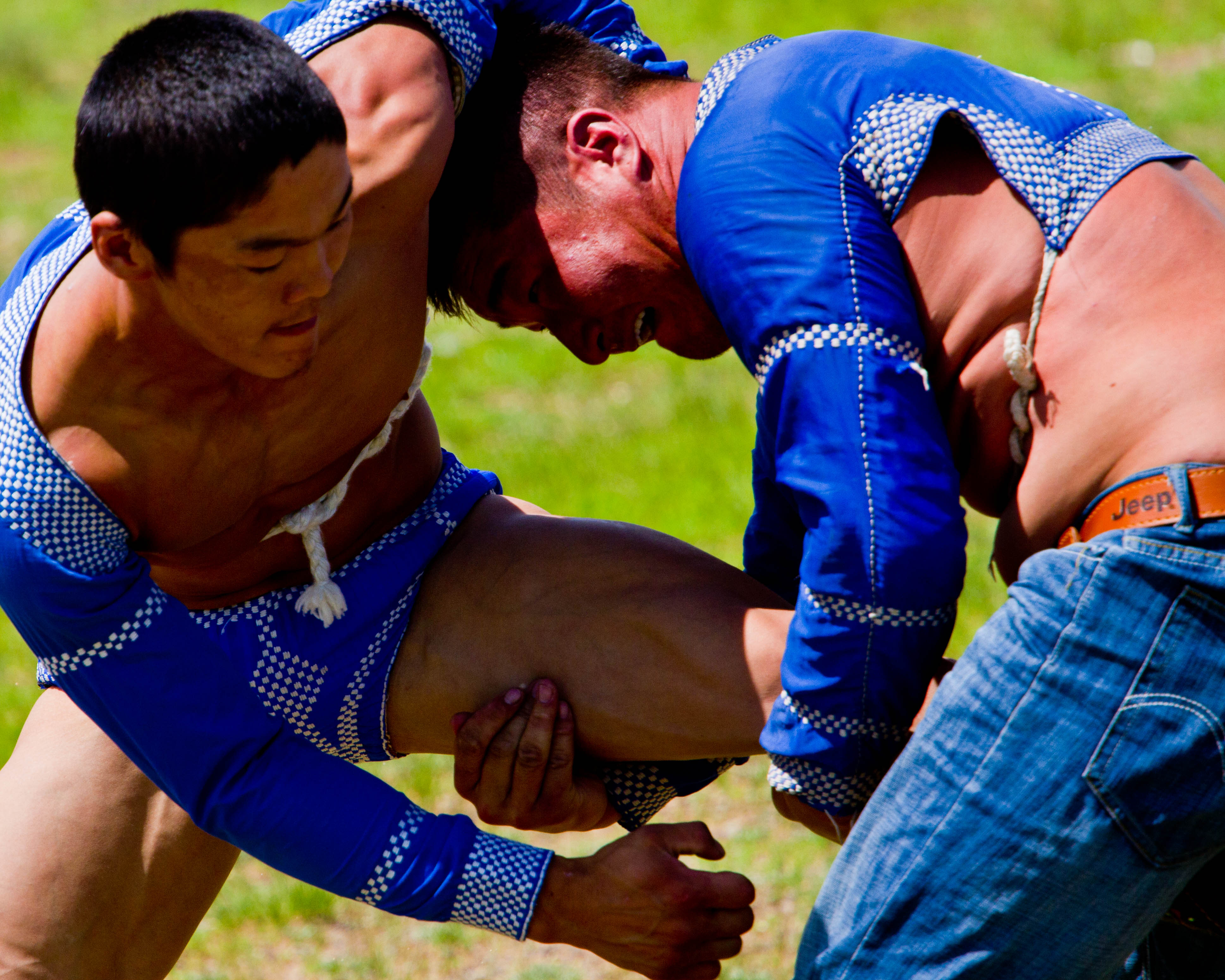
Một trận đấu vật Mông Cổ

Đấu vật Mông Cổ (tiếng Mông Cổ: Bökh, ᠪᠥᠬᠡ, Бөх hoặc Үндэсний бөх) là phong cách đấu vật cổ truyền của người Mông Cổ ở vùng Mông Cổ, vùng Nội Mông và các khu vực khác. Bökh có nghĩa là "sự vững chắc, đáng tin cậy, sinh lực, đô vật", xuất phát từ tiếng Mông Cổ gốc là bekü nghĩa là "vững chãi, rắn chắc, vững vàng; chiến binh, tráng sĩ cường tráng" và trong tiếng Đột Quyết là böke nghĩa là "chiến binh". Đấu vật của người Mông Cổ có nguồn gốc cánh đây rất lâu với một bức điêu khắc trên đá cổ từ thời kỳ đồ đồng được tìm thấy tại Ulziit soum thuộc tỉnh Dundgobi đã miêu tả lại một lễ hội đấu vật của người Mông Cổ. Vốn là những người con của thảo nguyên, người Mông Cổ đã quen với khí hậu lạnh giá và từ bé đã sống trên lưng ngựa nên có sức khỏe dẻo dai, dồi dào và một cơ thể cường tráng, vạm vỡ. Môn vật của người Mông Cổ cũng từ đó mà ra đời và được sử dụng nhiều trong quân đội Mông Cổ và cả trong cuộc sống hàng ngày. Khác với nhiều môn vật có thế mạnh ở các đòn tỳ, đè và khóa, thì môn vật của người Mông Cổ thiên về các đòn quật, thậm chí là nhấc bổng đối phương rồi ném ra xa đầy uy lực.

## Tổng quan

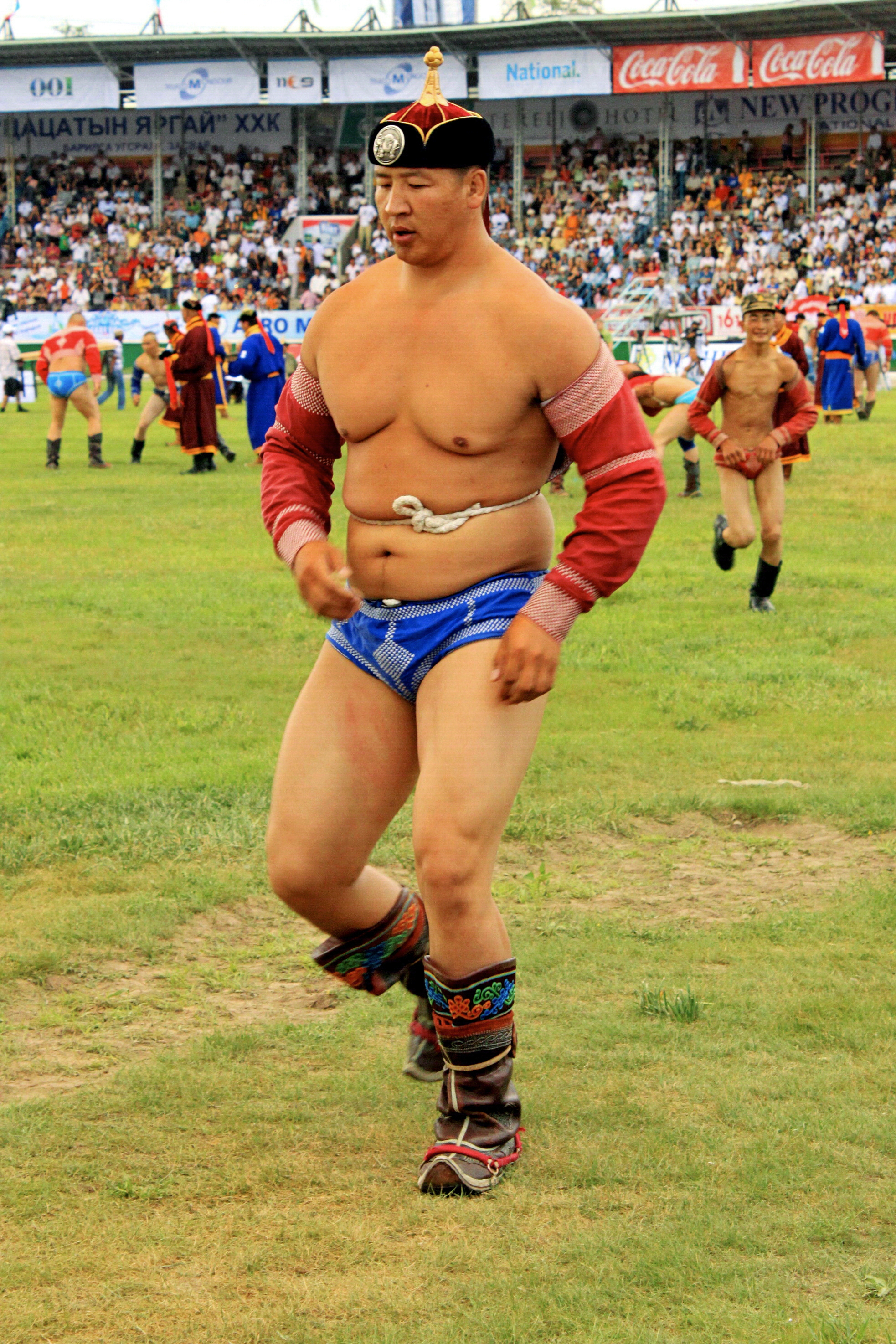
Một đô vật Mông Cổ

Các trận đấu của người Mông Cổ thường được tổ chức trên bãi đất trống được trải sỏi. Môn thể thao này không có hạng cân nên những đô vật nhỏ hơn không có lựa chọn nào khác ngoài việc sẽ đối đầu với những người đàn ông to gấp nhiều lần so với mình. Đô vật sử dụng rất nhiều kỹ thuật khác nhau để nắm bắt, kéo, đẩy, nâng, quật ngã đối thủ nhưng không được kéo đối phương từ phía sau, không làm tổn thương mặt, không đánh vào mắt, tai, bụng, không túm tóc. Điều này được phát triển dựa trên nền tảng sức mạnh vốn có của người Mông Cổ và có nhiều nét giống Judo hoặc Sumo. Thông thường các đội quân Mông Cổ từ xưa đến nay vẫn tập luyện môn vật bên cạnh những sở trường khác như bắn cung, cưỡi ngựa hay đánh giáp lá cà, càng về sau, vật ở Mông Cổ càng phát triển và ở các cuộc chiến đòi hỏi sức mạnh của cơ bắp thì chiến binh Mông Cổ tỏ ra áp đảo so với các đối thủ. Không chỉ phục vụ chiến đấu, vật còn trở thành môn thể thao đặc biệt được ưa chuộng cả với binh lính và dân thường.
Đấu vật Mông Cổ được coi là một trong ba kỹ năng mà đàn ông Mông Cổ phải có. Hai môn thể thao còn lại để chứng minh nam tính là bắn cung (cung liên hợp) và môn cưỡi ngựa. Hằng năm, lễ hội Naadam được tổ chức vàng ngày 11 và ngày 12 tháng 7. Truyền thống này nhằm tưởng nhớ những công vinh to lớn của Thành Cát Tư Hãn. Lễ hội Naadam thu hút rất nhiều các đô vật đến từ các thành phố khác nhau của Mông Cổ sẽ đến tranh tài. 512 đô vật sẽ tham gia 9 vòng đấu. Sau 9 vòng loại, người chiến thắng cuối cùng sẽ nhận được tiền bạc, danh sự và sự tôn trọng. Ngày nay, đấu vật, cưỡi ngựa và bắn cung vẫn là những môn thể thao quốc gia của Mông Cổ, được tổ chức thi đấu tại lễ hội Nadaam vào mỗi mùa hè. Tại thời điểm này, khi du lịch Mông Cổ thì du khách cũng thường được thưởng thức màn đấu vật Mông Cổ.
Do vật cổ truyền Mông Cổ không được thi đấu rộng rãi trên thế giới nên sau này, nhiều võ sĩ vật Mông Cổ đã biến tấu các kĩ năng để thi đấu ở môn Sumo và Judo. Trong thánh địa của võ đài Sumo ở Nhật, người Mông Cổ đã tỏa sáng. Hiện tại, ba ngôi Yokozyna đều là những người gốc Mông Cổ. và trong 20 năm qua, chỉ có một người Nhật Bản là Kisenosato Yutaka (sinh năm 1986), được thăng cấp lên Yokozuna (vào năm 2017). Các nhà tuyển dụng Nhật Bản rất thích người Mông Cổ và thấy rằng phần lớn các kỹ năng đấu vật của họ có thể được ứng dụng sang Sumo. Mặc dù các đô vật Sumo có xu hướng nặng trung bình khoảng 135 kg, nhưng nhiều người có tỷ lệ mỡ trong cơ thể là 20%. Các nhà tuyển dụng thích chọn những đô vật Mông Cổ gầy, cơ bắp hơn là những tuyển thủ đã béo sẵn. Bằng cách này, sau khi vào chuồng ngựa họ sẽ tăng cân dựa trên một khung thể thao rắn chắc.

## Những đô vật

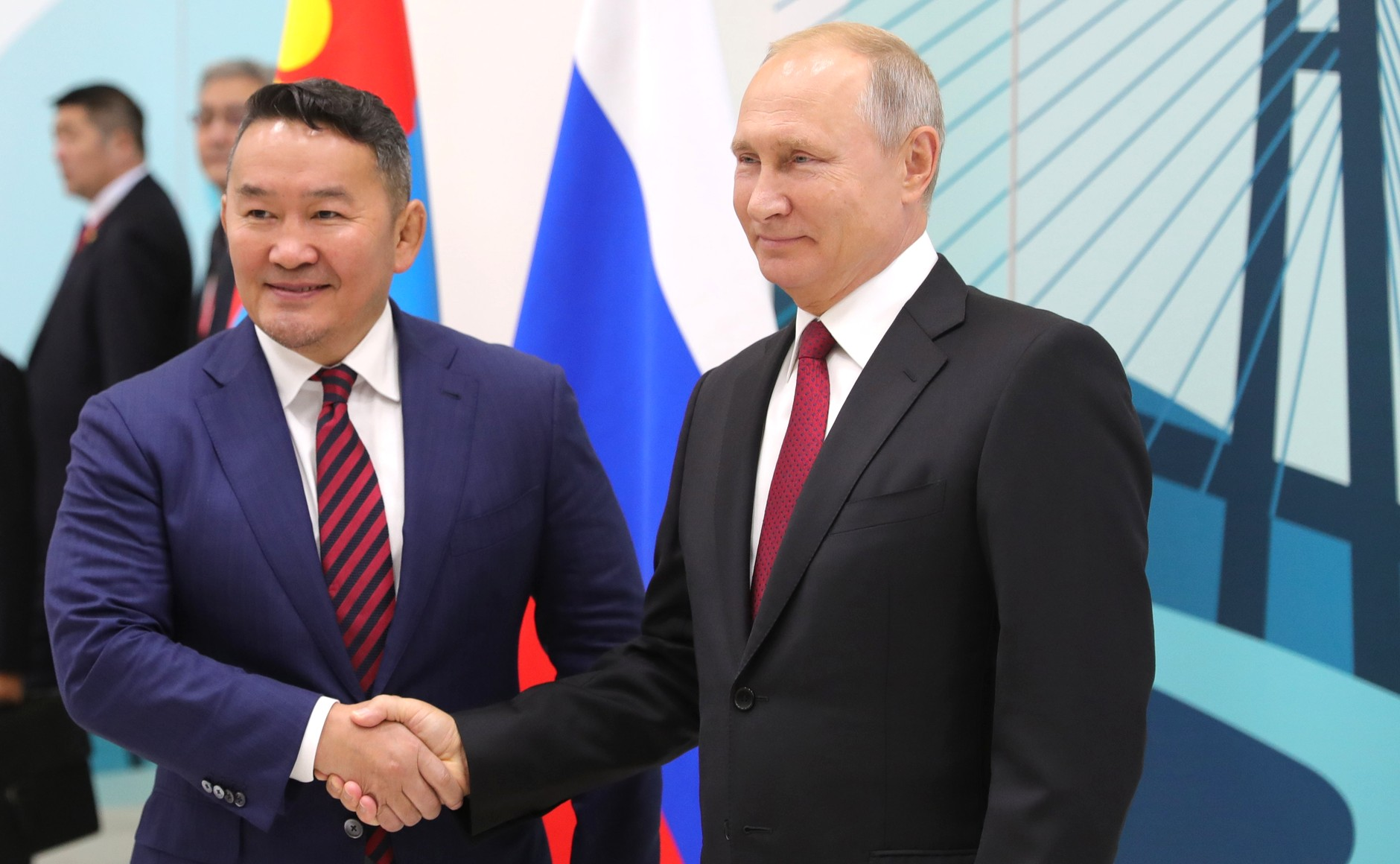
Tổng thống Khaltmaagiin Battulga cùng với tổng thống Vladimir Putin là hai vị nguyên thủ quốc gia có võ công cao cường

Trong lịch sử, vào thế kỷ XIII có vị công chúa Mông Cổ là Hốt Thốc Luân từng chỉ chấp nhận kết hôn với người đấu vật thắng mình. Hốt Thốc Luân là chút của Thành Cát Tư Hãn và là con gái của Hải Đô là đại hãn của Hãn quốc Sát Hợp Đài, từng được coi là một phần của đế quốc Mông Cổ (tồn tại năm 1206-1368). Hốt Thốc Luân đặt ra yêu cầu đặc biệt với những người muốn cưới cô là họ phải đánh bại công chúa trong trận đấu vật. Người cầu hôn sẽ mất 100 con ngựa nếu thua cuộc. Hốt Thốc Luân được cho là đã đánh bại 1.000 người và thu được hơn 10.000 con ngựa Mông Cổ, theo ghi chép của nhà thám hiểm Marco Polo và nhà văn Ba Tư Rashad al-Din, người chu du châu Á vào thời điểm đó. Có một chàng trai tự tin đến mức đặt cược 1.000 con ngựa để thách thức Hốt Thốc Luân. Bố mẹ của công chúa ưng ý chàng trai này và đã khuyên cô cố tình thua nhưng Hốt Thốc Luân không nghe theo và vẫn chiến thắng nên Hốt Thốc Luân cuối cùng không chọn chồng qua đấu vật. Ngày nay, Mông Cổ có vị Tổng thống là Khaltmaagiin Battulga (Battulga Khaltmaa) xuất thân từ đô vật và được xem là vị Tổng thống giỏi võ nhất thế giới mà không phải là Tổng thống Nga Vladimir Putin với khả năng võ thuật Nhu đạo. Battulga lớn lên cùng với môn đấu vật truyền thống của Mông Cổ, là một nhà vô địch đấu vật Mông Cổ, Battulga Khaltmaa còn là một nhà vô địch Sambo. Tại giải vô địch Sambo Thế giới năm 1983 tại Kiev, Battulga đã giành huy chương vàng ở hạng -52kg.